# Maschinenmensch
Fotografia do cenário de Metrópolis
Maschinenmensch (algo como máquina-humana) é um ser que surgiu no filme de ficção científica Metrópolis, de 1927, dirigido por Fritz Lang. Interpretado pela atriz Brigitte Helm em ambas as formas assumidas por ele, a robótica e a humana, o personagem se tornou um dos maiores ícones do cinema.
O Maschinenmensch é chamado por vários nomes no filme: Parody, Ultima, Futura, Robotrix, Maria (falsa) e Hel.

## Versão na literatura
As origens da Maschinenmensch foram contadas por Thea von Harbou em livro de 1927. O ser foi descrito como muito delicado e sem rosto, de material transparente feito de cristais no lugar da carne e prata no lugar dos ossos. 
Os olhos trasmitiam uma impressão de loucura mansa. Seu criador, o cientista louco Rotwang a chamou de "Parody" (na tradução inglesa), uma paródia de um ser humano.  Quando Fredersen perguntou o que era, ele a chamou de "Futura ... "Parody" se preferir. Ou também Desilusão, uma mulher parcial. Rotwang então explica que Futura é perfeitamente obediente e que ela funciona como o agente provocador ideal, uma mulher que conduz os homens a seu destino. Depois, quando Rotwang dá as formas de Maria a sua criatura, ele a instrui para desobedecer Fredersen e destruí-lo. Há uma menção sobre a amante de Rotwang, Hel, mas não há associação direta com a Maschinenmensch.

## Versão no cinema
A versão cinematográfica diverge em função dos efeitos especiais usados no filme. O ser artificial é um autômato metálico ginoide (com as formas de uma mulher). Rotwang proclama orgulhoso que Hel, sua amante, não está morta, mas viva na forma de um autômato.
Walter Schultze Mittendorff, o desenhista do robô, descreveu como a construiu. Ele usou um material de plástico, esculpindo o robô através de um modelo da atriz Brigitte Helm. Usou um spray para a pintura do robô, dando-lhe a aparência de metal polido. O roteiro original fazia alusão à estátuas egípcias antigas.
Mas a roupagem que se assemelhava a uma armadura não permitia muitos movimentos e era bem desconfortável. A cena em que Rotwang apresenta a criação para Fredersen demorou nove dias para ser filmada, em janeiro de 1926.
A memorável cena da transformação do robô em humana foi outro magnífico efeito especial para a época, interpondo uma série de imagens da silhueta do robô atravessada por luzes néon circulares.
Quando fazia a Maria maligna, Brigitte Helm recebeu uma pesada maquiagem e suas expressões, gestos e poses, eram bastante exagerados em comparação com a comportada Maria original.
A Maschinenmensch é um perfeito exemplo do Complexo de Frankenstein, onde criaturas artificiais se voltam contra os criadores. Os seres artificiais possuem uma natureza malévola (provavelmente por "a priori" não possuirem uma alma), como é visto nos filmes Der Golem ou L'inhumaine. Numa parte atualmente tida como desaparecida do filme, Rotwang dá as instruções ao robô para desobedecer a ordens de Fredersen, o que explica o comportamento destrutivo da criatura. Outras versões colocam em dúvida o real controle de Rotwang sobre sua criação.

## Réplicas
A "armadura" original do Maschinenmensch foi aparentemente destruída depois das filmagens de Metrópolis. Não obstante, muitas réplicas foram encontradas em museus, principalmente no  Filmmuseum em Berlim, na Cinématheque Francaise em Paris e no Museum of the Moving Image em Londres. Quase todas as versões eram prateadas, quando no original ela possuia uma coloração similar ao bronze.
- Uma réplica foi feita por Walter-Schulze Mittendorff para Henri Langlois nos anos de 1970, para a Cinémateque em Paris-Bercy
- Forrest J. Ackerman tinha uma réplica esculpida por Bill Malone.
- Uma réplica pode ser vista no Science Fiction Museum and Hall of Fame em Seattle, Washington
- Na cerimônia de 1996 do Deutscher Filmpreis, uma Maschinenmensch (interpretada pela atriz Elke Berges) distribuiu os prêmios
- Uma réplica do robô pode ser vista no filme The Bodyguard
- Uma versão apareceu na exibição do artista japonês Osamu Tezuka, criador do Astro Boy.

Uma réplica oficial, aprovada pelos herdeiros de Walter-Schulze Mittendorff, foi lançada pela fábrica de brinquedos alemã Strenco.

### Outras
- Exhibition in Japan
- Interview with Bill Malone
- Harbou, Thea von. Metropolis. Nova Iorque: Ace Books
- "Metropolis", DVD-Studienfassung, Universität der Künste Berlin, 2005
- Metropolis filmprogram, 1927
- Piccadilly Theatre Program "Metropolis" 1989
- Sky TV "Top ten robots" interview with Matthias Kuhnheim